# Herbert W. Franke
Herbert Werner Franke (14. května 1927 Vídeň – 16. července 2022) byl rakouský vědec v oboru informačních technologií a spisovatel science fiction. Používal také pseudonymy Sergius Both a Peter Parsival.
V roce 1950 získal doktorát z teoretické fyziky na Technické univerzitě ve Vídni. Pracoval ve firmě Siemens, od roku 1957 byl romanopiscem, scenáristou a esejistou ve svobodném povolání, přednášel také o počítačové grafice na Mnichovské univerzitě. Byl členem PEN-Zentrum Deutschland. Patřil k průkopníkům digitálního umění, v roce 1979 byl spoluzakladatelem organizace Ars Electronica. Ve svém díle se věnoval otázkám možného dalšího vývoje technologie a civilizace. Byl také odborníkem v oboru speleologie. V roce 2007 převzal Čestný odznak Za vědu a umění.
V českém překladu vyšla jeho kniha Průnik do podsvětí.